# 마이너스 통장
마이너스 통장, 한도대출설정액, 크레디트 라인(line of credit)은 은행이나 기타 금융 기관이 정부, 기업 또는 개인 고객에게 확장하여 고객이 자금이 필요할 때 해당 시설을 이용할 수 있도록 하는 신용 기능이다. 금융기관은 특정 기간 동안 기업이나 소비자에게 일정 금액의 신용을 제공한다.
마이너스 통장은 당좌대월 한도, 수요대출, 특수목적, 수출선대부신용장, 정기대출, 할인, 상업어음매입, 전통적 회전신용카드 계좌 등 여러 형태를 띤다. 차용인의 재량에 따라 쉽게 탭할 수 있다. 실제로 인출된 돈에 대해서만 이자가 지급된다. 마이너스 통장은 담보로 담보될 수도 있고 담보가 없을 수도 있다.
마이너스 통장은 고객의 변동하는 현금 흐름 요구 사항을 해결하기 위해 은행, 금융 기관 및 기타 허가받은 소비자 대출 기관에서 신용도가 높은 고객에게 확장하는 경우가 많다(특정 목적의 마이너스 통장에는 신용도 요구 사항이 없을 수 있음). 고객이 마이너스 통장에서 인출할 수 있는 최대 자금 금액을 일반적으로 신용 한도 또는 당좌 대월 한도라고 한다.